# Eyvind Johnson
Eyvind Johnson, švedski pisatelj in nobelovec, * 29. julij 1900, Boden, Norrbotten, Švedska, † 25. avgust 1976, Stockholm. 
Pisal je predvsem psihološko-realistične in deloma biografske romane o boju z naravo in socialnimi problemi. Leta 1974 si je delil Nobelovo nagrado za književnost s švedskim književnikom Harryem Martinsonom.

## Johnsonova književna dela
- Mesto v temi, Molnen over Metapontion (1957) ,
- Mesto v luči,
- Dež v svitanju, Regn i gryningen (1933) ,
- Roman o Olafu, Romanen om Olof ,
- Stran s Soncem,
- Čas njegove milosti,
- Vse življenje, Livsdagen lang (1964) ,
- Nekaj korakov molku naproti,